# 趙綸
趙綸（1488年—1530年），字廷言，號梅谷，又别號卓峯，南直隶松江府上海縣人，民籍。

## 生平
治《詩經》，行二，由縣學增廣生中式正德十四年（1519年）應天府鄉試第一百十八名舉人，次年联捷庚辰科礼部会试第三百十名進士，以母忧未殿试。年三十六歲中式嘉靖二年（1523年）癸未科第三甲第一百七十五名進士。初授四川内江县知县，三载考績，擢南京刑部主事，嘉靖九年卒，享年四十三。

## 家族
曾祖趙圭。祖父趙仁。父趙霽。母潘氏。严侍下。兄經、相、朴、弟绅。